# Margaret Wolfe Hungerford
Pour les articles homonymes, voir Hungerford, Hamilton et Margaret Hamilton.
 (juin 2023).
Si vous disposez d'ouvrages ou d'articles de référence ou si vous connaissez des sites web de qualité traitant du thème abordé ici, merci de compléter l'article en donnant les références utiles à sa vérifiabilité et en les liant à la section « Notes et références ».
Margaret Wolfe Hungerford née Hamilton le 27 avril 1855 à Rosscarbery, dans le comté irlandais de Cork et morte le 24 janvier 1897 à Bandon, dans le même comté  est une romancière britannique irlandaise dont les fictions de romance légère ont été populaires dans le monde anglophone à la fin du XIXe siècle.

## Biographie

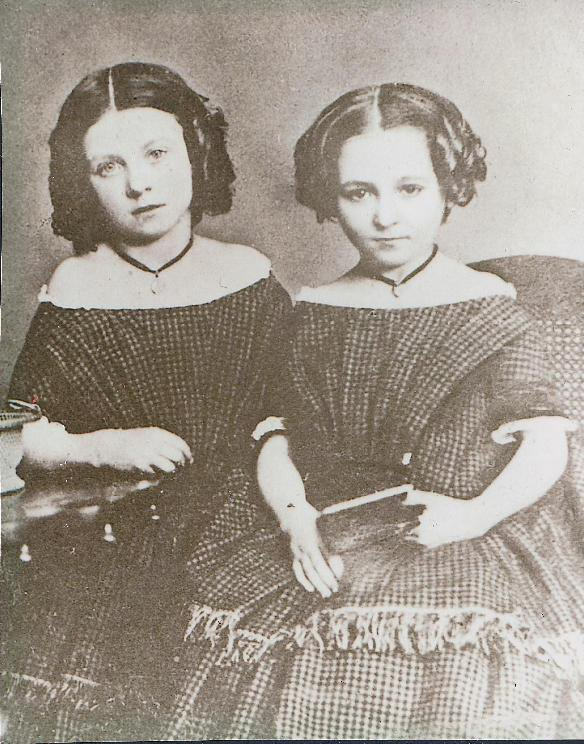
Maragret Hamilton petite fille (à droite), avec sa sœur.

Son père est le chanoine Fitzjohn Stannus Hamilton, recteur et vicaire de la cathédrale St. Faughnan de Rosscarbery. Enfant, elle se plaît à inventer des histoires et remporte des prix d'écriture à l'école. Sa scolarité se déroule au Portarlington College.
En 1872, elle épouse Edward Argles, un avocat de Dublin, qui meurt moins de six ans plus tard, lui ayant donné trois filles. Dans le but d'assurer le soutien de la famille, elle publie alors son premier roman, Phyllis. Peu après son accueil favorable, elle écrit Molly Bawn, qui devient son livre le plus connu.
En 1882, elle épouse en secondes noces Thomas Henry Hungerford, de Cahirmore avec qui elle a deux fils et une fille. Avec sa nouvelle famille elle s'installe à St. Brenda, Bandon, dans le comté de Cork. Des récits contemporains la disent passionnée de jardinage et appréciant la vie à la campagne. Elle voyage rarement loin de chez elle. Elle est l'une des rares femmes de l'époque victorienne à être à la fois une autrice prolifique et une mère d'une famille nombreuse.
Elle meurt à Bandon de la fièvre typhoïde le 24 janvier 1897.

## Carrière de romancière
Margaret Hungerford aborde son travail d'écriture avec méthode, en lui dédiant trois heures tous les matins. Dans la pièce où elle écrit, ses manuscrits sont soigneusement organisés sur son bureau, entourés de nombreux ouvrages de référence, romans et autres livres.
Ses livres sont d'abord publiés anonymement, et plus tard  sous le nom de Mrs. Hungerford. Aux États-Unis, ses livres ont été pour la plupart publiés sous le pseudonyme The Duchess. Certains de ses premiers livres ont été publiés par William Tinsley, un éditeur majeur de l'époque.
Souvent sur commande, elle écrit de nombreux romans, nouvelles et articles de journaux. Ses livres continuent à se vendre au même rythme que celui de leur rédaction.
Ses intrigues suivent les conventions habituelles des romances de l'époque. Elles comportent des scènes d'amour délicates sans jamais offenser les idéaux de la morale victorienne. Ses œuvres sont considérées comme divertissantes et charmantes, mais en général dépourvues de profondeur. Elle a tendance à peu développer les personnages en privilégiant le dialogue amoureux. Elle se montre en revanche habile à capturer le ton de la société à la mode de son temps, utilisant parfois des décors irlandais.

## Molly Bawn
Le roman le plus connu de Margaret Hungerford est Molly Bawn (1878). C’est l'histoire d'une Irlandaise frivole et pétulante, une flirteuse, qui éveille la jalousie de son amant et ignore naïvement les conventions sociales. Ce livre et son autrice sont mentionnés au chapitre 18 de Ulysse de James Joyce :
". . . Molly Bawn de Mme Hungerford qu'elle m'a donné parce qu’elle sait que je n'aime pas les livres dans lesquels on trouve une Molly, comme celui qu’elle m'a rapporté de Flandre. . ."

### «La beauté est dans l'œil de celui qui regarde»
C’est dans Molly Bawn que se trouve la phrase plus célèbre de Hungerford :
« Beauty is in the eye of the beholder » (« La beauté est dans l'œil de celui qui regarde »),,.

## Œuvres
| - Phyllis: a Novel, 1877 - Molly Bawn, 1878 - Airy Fairy Lilian, 1879 - Beauty's Daughters, 1880 - Mrs. Geoffrey, 1881 - Faith and Unfaith, 1881 - Portia, or by Passions Rocked, 1882 - Loys, Lord Beresford, and other Tales, 1883 - Moonshine and Marguerites, 1883 - Rossmoyne, 1883 - Doris, 1884 - The witching hour, and other stories, 1884 (U.S.) - Fortune's wheel, and other stories, 1884 - A Week in Killarney, 1884—reissued as Her Week's Amusement, 1886 - O Tender Dolores, 1885 - Mildred Trevanion, 1885 - A Maiden All Forlorn, and other Stories, 1885 - In Durance Vile, and Other Stories, 1885 - Dick's Sweetheart, 1885 (U.S.) - Green Pastures and Grey Grief, 1885 - Lady Branksmere, 1886 - A Mental Struggle, 1886 - The Haunted Chamber, 1886 (U.S.) - Lady Valworth's Diamonds, 1886 - A Modern Circe, 1887 - The Duchess, 1887 - Undercurrents, 1888 - Marvel, 1888 - Honourable Mrs. Vereker, 1888 | - A Life's Remorse, 1889 - A Troublesome Girl, 1889 - A Born Coquette, 1890 - April's Lady, 1890 - A Little Rebel, 1890 - Her Last Throw, 1890 - A Little Irish Girl, and other Stories, 1891 - The O'Connors of Ballinahinch, 1892 - A Conquering Heroine, 1892 - Nor Wife Nor Maid, 1892 - Lady Patty, 1892 - Nora Creina, 1892 - A Mad Prank, 1893 - The Red House Mystery, 1893 - Lady Verner's Flight, 1893 - An Unsatisfactory Lover, 1894 - Peter's Wife, 1894 - The Hoyden, 1894 - The Three Graces, 1895 - A Tug of War, 1895 - The Professor's Experiment, 1895 - Molly Darling and Other Stories, 1895 - A Lonely Girl, 1896-- (titre américain : A Lonely Maid) - A Point of Conscience, 1896 - An Anxious Moment, 1897--(Stories) - Lovice, 1897 (posthume) - The Coming of Chloe, 1897 (posthume) |